# تفلقية
التفلقية أو التفلقيات (الاسم العلمي: Rallidae) هي فصيلة من الطيور تتبع رتبة الكركيات من طائفة الطيور. وهي فصيلة طيور تتكون من 123 نوع، ويتراوح حجمها بين الصغير والكبير، وهي طيور مائية أو شبه مائية يتراوح طول الطائر بين 10 و60 سم .

## الأجناس
- المرعة
- الغرة
- دجاجة الماء